# Skåda, skåda nu här alla
Skåda, skåda nu här alla ("Schaut, schauet doch ihr Sünden") är en gammal påskpsalm i fem verser av Johann Qvirsfeld från 1682, i översättning av Andreas Petri Amnelius till svenska 1690 och har bearbetats språkligt av Christopher Dahl 1809, Frans Michael Franzén 1814 och 1980 Jan Arvid Hellström. Texten bygger på Psaltaren psalm 92.
Psalmen inleds 1695 med orden:
Skåder, skåder nu här alle
Hur thet går medh JEsu kär
Den tonsattes av Thomas Ihre 1690.

## Koralbearbetningar

### Orgel
- Skåder, skåder nu här alla ur Ad crucem, tre koralmeditationer till Långfredagen för soloinstrument och orgel av Åke Kullnes.[1]

## Publicerad som
- Nr 156 i 1695 års psalmbok under rubriken "Om Christi pino och dödh".
- Nr 92 i 1819 års psalmbok under rubriken "Jesu lidande, död och begravning: Jesus på korset".
- Nr 411 i Segertoner 1930 under rubriken "Jesu lidande och död. Blodet. Försoningen".
- Nr 187 i Sionstoner 1935 under rubriken "Passionstiden".
- Nr 147 i Sånger och psalmer 1951 under rubriken "Passionstid".
- Nr 92 i 1937 års psalmbok under rubriken "Passionstiden".
- Nr 142 i Den svenska psalmboken 1986, 1986 års Cecilia-psalmbok, Psalmer och Sånger 1987, Segertoner 1988 och Frälsningsarméns sångbok 1990 under rubriken "Fastan".
- Nr 67 i Finlandssvenska psalmboken 1986 under rubriken "Fastetiden".
- Nr 153 i Lova Herren 1988 under rubriken "Passionstiden".